# Monções
Monções es un municipio brasileño del estado de São Paulo. Se localiza a una latitud 20°51'01" sur y a una longitud 50°05'30" oeste, estando a una altitud de 406 metros. La ciudad tiene una población de 2.132 habitantes (IBGE/2010). Monções pertenece a la Microrregión de Nhandeara.
Posee un área de 104,2 km².

## Demografía
Datos del Censo - 2010
Población Total: 2.132
- Urbana: 1.836
- Rural: 296
- Hombres: 1.101[5]
- Mujeres: 1.031

Densidad demográfica (hab./km²): 19,67
Datos del Censo - 2000
Mortalidad infantil hasta 1 año (por mil): 12,19
Expectativa de vida (años): 73,31
Tasa de fertilidad (hijos por mujer): 2,11
Tasa de Alfabetización: 84,08%
Índice de Desarrollo Humano (IDH-M): 0,771
- IDH-M Salario: 0,672
- IDH-M Longevidad: 0,805
- IDH-M Educación: 0,837

(Fuente: IPEADATA)

### Hidrografía
- Arroyo Mato Grossense*

### Carreteras
- SP-461

## Administración
- Prefecto: Valtolino Valdir Maria Alves (2005/2008)
- Viceprefecto: Rapinha
- Presidente de la cámara: (2007/2008)